# Tännassilma (Elva)
Tännassilma – wieś w Estonii, w prowincji Tartu, w gminie Elva.